# АМГ5
АМГ5 (Австрийский Маневровый с Гидропередачей, 5-й тип) — экспериментальные тепловозы с гидропередачей, поставленные в СССР в 1960 году. Построены тепловозы были в конце 1959 года австрийской фирмой «Simmering-Graz-Pauker» (Грац). Всего было поставлено два тепловоза подобного типа, получившие в СССР обозначение АМГ5-001 и АМГ5-002. Тепловозы были заказаны с целью изучения их конструкции и расширения опыта эксплуатации различных типов гидравлических передач.

## Конструкция

### Кузов
Кузов тепловоза был металлический капотного типа с несущей рамой и двумя капотами разной длины — большим и малым, между которыми располагалась кабина машиниста.
Рама кузова состояла из двух сварных балок коробчатого сечения, связанных между собой поперечинами, и опиралась на две тележки. По центру рамы снизу между тележками был подвешен топливный бак. По торцам рамы были установлены стандартные автосцепки СА-3 и два буфера круглого сечения по бокам от них. Снизу к раме подвешивались выступающие сплошные метельники.
Капоты по ширине были меньше рамы и имели отступы от её краёв по бокам и спереди, образуя боковые проходы, снабжённые предохранительными ограждениями. Полную ширину рамы занимала только кабина машиниста. Капоты имели прямоугольную форму с вертикальными стенами и плоскими крышами и по высоте были меньше кабины машиниста. Внутри большого капота располагались дизель, гидропередача и другое оборудование, внутри малого — холодильные машины. На торцевых стенках капотов с каждой стороны устанавливались осветительные приборы круглой формы — два буферных фонаря чуть выше уровня площадки рамы и выступающий по центру в верхней части капота прожектор.
Кабина машиниста была двусторонней с двумя пультами управления по центру. Боковые стенки кабины были вертикальными на уровне ниже боковых окон, далее они шли под небольшим уклоном, а крыша имела наклонные скаты по бокам. Боковые стенки имели по три окна, в левой части боковых стен кабины с каждой стороны имелась входная дверь для локомотивной бригады с встроенным в неё левым окном. По торцам кабины располагались окна изогнутой формы огибающие углы капотов, через которые осуществлялся обзор вдоль направления движения. По центру торцевых стен кабины над капотами имелись наклонные выступы.

### Тележки
Тепловоз имел две трёхосные тележки. Рама кузова опиралась на каждую тележку через два люлечных бруса, подвешенных с помощью маятников и листовых рессор к рамам тележек. Тяговое усилие от тележек к кузову передавалось через систему тяг и шарниров, заменявших собой шкворни. Колёсные пары имели бандажные колёса диаметром 1 050 мм. Буксы были оснащены роликовыми подшипниками завода Штейр.

### Оборудование

#### Дизельный двигатель
На тепловозе центру внутри большого капота в центральной его части был установлен V-образный двенадцатицилиндровый дизельный двигатель Т126. Номинальной мощность дизеля составляла 1 100 л.с., номинальная частота вращения — 1 260 об/мин, расход топлива при полной нагрузке – 165 г/(э.л.с..ч) ± 5%, при половинной нагрузке – 175 г/(э.л.с. .ч) ± 5%. Диаметр цилиндров двигателя составлял 190 мм, ход поршня – 220 м, масса двигателя — 5 400 кг. 

#### Передача
Вращающий момент от вала дизеля передавался на колёсные пары через гидравлическую передачу L28/1114-gSt/VK с двумя гидротрансформаторами, реверсивно-режимную коробку NWS-360/2A, распределительную передачу V450, карданные валы и осевые редукторы A100/U2S. Гидропередача была установлена внутри большого капота рядом с кабиной машиниста, под ней на уровне рамы находилась распределительная коробка, от которой к тележкам тепловоза шли первичные карданные валы. От них вращающий момент передавался через редукторы тележки на расположенные в теле тележки вторичные валы, приводящие во вращение три осевых редуктора, по одному на каждую колёсную пару. Осевые редукторы имели пару цилиндрических зубчатых колёс с передаточным отношением 45:32 = 1,41 и пару конических колёс с передаточным отношением 32:19 = 1,68.

#### Вспомогательное оборудование
На тепловозе были установлены приводимый во вращение дизелем электрический генератор постоянного тока мощностью 9 кВт с выходным напряжением 72/90 В, кислотная аккумуляторная батарея 8GLM-285 ёмкостью 400 А.ч, два стартера фирмы Bosch мощностью по 18 л.с. для запуска дизеля и дизель-компрессор мощностью 25/30 л.с. для получения сжатого воздуха в напорной и тормозной магистрали. Дизель-копрессор при частоте вращения от 1 000 до 1 200 об/мин выдавал давление в напорную магистраль до 10 кгс/см2. Холодильная установка, расположенная внутри малого капота, имела вентиляторы с гидростатическим приводом.

## Эксплуатация
Первоначально оба тепловоза поступили на Московскую железную дорогу. Один из тепловозов АМГ5 работал некоторое время на манёврах на станции Москва-Сортировочная Казанско-Рязанского направления, а затем на станции Люблино-Сортировочное Курского направления Московской дороги. В 1965 и 1967 годах тепловозы АМГ5-001 и АМГ5-002 были переданы на Закавказскую дорогу в Тбилиси (Грузия), где работали до момента списания в 1975 и 1971 годах соответственно. Один из них в 1967 году был переоборудован в электротепловоз ЭТГ-001. После списания оба тепловоза вероятнее всего были порезаны и до наших дней не сохранились.

## Электротепловоз ЭТГ-001, переоборудованный из АМГ5
В 1967 году в Тбилисском депо Закавказской железной дороги по инициативе инженера В. Я. Магалашвили один из двух тепловозов серии АМГ5 был переоборудован в электротепловоз ЭТГ-001 (Электровоз-тепловоз с гидравлической передачей). Механическая часть и гидропередача при переоборудовании локомотива осталась без изменений. Вместо родного дизеля мощностью в 1100 л.с. был установлен отечественный дизель М756, а также два тяговых электродвигателя от электровоза ВЛ22М. В период 1968—1970 гг. локомотив ЭТГ-001 работал на манёврах и с вывозными поездами на Закавказской дороге.